# Domenico Balestrieri
 (juillet 2025).
Pour les articles homonymes, voir Domenico Balestrieri (poète) et Balestrieri.
Domenico Balestrieri, né à Ascoli Piceno dans les  Marches, est un peintre italien actif à Urbino à la fin du XVe siècle.

## Biographie
Domenico Balestrieri fut actif dans années 1460 à Urbino, où il peignit dans l'église de San Rocco.
Ne pas confondre avec Domenico Balestrieri, le poète, écrivain et philosophe du XVIIIe siècle actif à Milan.

## Œuvres
- Fresques de l'église San Rocco à Urbino.

## Sources
- (en) Cet article est partiellement ou en totalité issu de l’article de Wikipédia en anglais intitulé « Domenico Balestrieri » (voir la liste des auteurs).